# The Unbearable Weight of Massive Talent
The Unbearable Weight of Massive Talent (titulada: El  insoportable peso de un talento descomunal en España y El peso del talento en Hispanoamérica) es una película estadounidense de acción y comedia de 2022, dirigida por Tom Gormican, quien coescribió el guion con Kevin Etten. La película está protagonizada por Nicolas Cage como una versión ficticia de sí mismo, junto con un elenco que incluye a Pedro Pascal, 
Paco León, Sharon Horgan, Ike Barinholtz, Alessandra Mastronardi, Jacob Scipio, Neil Patrick Harris y Tiffany Haddish.
El rodaje comenzó en Croacia el 5 de octubre de 2020. La película tuvo su estreno mundial en  el festival South by Southwest el 12 de marzo de 2022 y fue lanzada en los Estados Unidos el 22 de abril de 2022 por Lionsgate. Recibió críticas positivas de la prensa, con elogios por las actuaciones y la química de Cage y Pascal, pero tuvo un desempeño inferior en taquilla, recaudando $29 millones contra su presupuesto de $30 millones.

## Sinopsis
Nicolas Cage se interpreta a sí mismo en esta loca comedia de acción. La versión ficticia de Cage es un actor sin trabajo que se ve obligado a aceptar una oferta de un millón de dólares para asistir al cumpleaños de un superfan excéntrico multimillonario. Pero la situación da un giro inesperado cuando Cage es reclutado por una agente de la CIA y obligado a estar a la altura de su propia leyenda para salvarse a sí mismo y a sus seres queridos. Con una carrera construida para este preciso momento, el actor ganador de premios debe asumir el papel de su vida: Nick Cage.

## Argumento
El actor de Hollywood Nicolas Cage está luchando con su carrera después de haber sido pasado por alto para varios papeles importantes en el cine y es constantemente molestado y atormentado por "Nicky", quien se le aparece como su yo más joven y más exitoso. Su relación con su exesposa Olivia (Sharon Horgan) y su hija Addy (Lily Sheen) también se ve empañada por años de abandono emocional. Luego de un evento vergonzoso y humillante en la fiesta de cumpleaños de Addy y de perder un papel clave en el cine, Cage planea retirarse de la actuación. Decide aceptar una vaga oferta de $1 millón de su agente Richard Fink (Neil Patrick Harris), que implica ir a Mallorca para conocer al playboy multimillonario Javi Gutiérrez (Pedro Pascal) y ser el invitado de honor en su cumpleaños.
Al conocer a Javi, Cage inicialmente se molesta por su necesidad e insistencia en que creen una película de improvisación basada en un guion que él escribió, pero pronto se inspira en la determinación de Javi, y los dos se unen rápidamente por su amor sorprendentemente compartido por películas como El Gabinete del Dr. Caligari y Paddington 2, esta última que Cage ve por primera vez con Javi). Poco después, Cage se enfrenta a los agentes de la CIA Vivian (Tiffany Haddish) y Martin (Ike Barinholtz). Sospechan que Javi, quien -según afirman- hizo su fortuna a través del tráfico de armas, está detrás del secuestro de María (Katrin Vankova), la hija del presidente de Cataluña, con la esperanza de que abandone las próximas elecciones. A pesar de su insistencia en lo contrario, Cage decide ayudar a la CIA con la misión.
Después de instalar con éxito las cámaras en el complejo de Javi, Cage asiste a una fiesta en la que anuncia su colaboración con Javi en una nueva película, como excusa para quedarse en el complejo el tiempo suficiente para encontrar a María. Después de una desventura relacionada con el LSD, Cage descubre que Javi tiene un santuario dedicado a todas sus películas, incluida una figura de cera de su personaje Castor Troy de la película Face/Off, con pistolas doradas idénticas a las de la cinta. A Cage le resulta difícil traicionar a Javi, pero Vivian lo convence de incluir el secuestro en su guion para que pueda revelar dónde está María.
Cage le explica su nueva idea a Javi, quien cree que Cage está «creativamente en bancarrota» y posiblemente tiene problemas que necesita resolver. Javi trae a Olivia y Addy a su villa desde Los Ángeles; que están asustadas y enojadas por lo que está sucediendo. Cage intenta hacer las paces con ellas, pero rechazan su apelación y lo acusan de priorizar su carrera cinematográfica por sobre su familia. Javi va en privado a reunirse con su primo Lucas (Paco León), quien se revela como el verdadero traficante de armas y el que secuestró a María. Lucas le advierte que Cage está trabajando con la CIA y lo presiona para que mate a Cage, o Lucas matará a Javi. Cage comienza a replantearse su amistad.
Cage y Javi tienen un enfrentamiento entre ellos, pero ninguno puede decidirse a matar al otro. Lucas envía a sus hombres tras los dos, y regresan corriendo a la casa para descubrir que Addy ha sido secuestrada. Cage lleva a Javi, Olivia y la asistente de Javi, Gabriela (Alessandra Mastronardi), a la casa de seguridad de la CIA, pero la casa había sido comprometida; Martin había sido asesinado, mientras que Vivian se sacrifica para matar a los hombres de Lucas antes de que puedan tender una emboscada al grupo. Con la ayuda de Javi, Cage y Olivia se hacen pasar por una pareja de delincuentes solitarios para acercarse a Lucas. Se las arreglan para localizar a Addy y María, pero son descubiertos, sin embargo, Cage, Addy, Maria y Olivia escapan, mientras Javi y Gabriela se quedan atrás para distraer a Lucas.
Cage, Addy, Olivia y Maria corren hacia la embajada estadounidense con Lucas todavía persiguiéndolos. Al llegar, Lucas sostiene a Cage a punta de pistola, pero Addy le arroja un cuchillo que Cage usa para matarlo, pasando a la película que Cage y Javi completaron, presumiblemente basada en su aventura. Cage es aplaudido por su nueva película y felicita a Javi antes de irse a casa con su familia a ver Paddington 2, ahora con una mejor relación.

## Reparto
- Nicolas Cage como él mismo. También interpreta a Nicky Cage (acreditado por el nombre de nacimiento de Cage, Nicolas Kim Coppola), un producto de la imaginación de Cage, visto como una versión más joven de sí mismo. El personaje se basa en la infame aparición del actor en el programa de entrevistas Wogan mientras promocionaba Wild at Heart.[4]
- Pedro Pascal como Javi Gutiérrez, un multimillonario y súper fanático de Cage que le paga a Cage $1 millón para que aparezca en su fiesta de cumpleaños
- Sharon Horgan como Olivia Henson, la exesposa de Cage
- Tiffany Haddish como Vivian Etten, agente de la CIA y socia de Martin
- Ike Barinholtz como Martin Etten, agente de la CIA y socio de Vivian
- Alessandra Mastronardi como Gabriela
- Jacob Scipio como Carlos
- Neil Patrick Harris como Richard Fink, agente de Cage
- Lily Sheen como Addy Cage, la hija de Cage
- Paco León como Lucas Gutiérrez, primo de Javi
- David Gordon Green como él mismo
- Joanna Bobin como Cheryl, terapeuta de Cage
- Demi Moore como "Olivia Cage", la exesposa ficticia de Cage en la película
- Anna MacDonald como "Addy Cage", la hija ficticia de Cage en la película

## Producción
En The Unbearable Weight of Massive Talent, el actor Nicolas Cage interpreta una versión ficticia de sí mismo que, según dijo, se parece poco a su verdadera personalidad fuera de la pantalla. Cage originalmente rechazó el papel «tres o cuatro veces», pero cambió de opinión después de que el guionista y director Tom Gormican le escribiera una carta personal. El 15 de noviembre de 2019, Lionsgate adquirió los derechos de producción. En agosto de 2020, Pedro Pascal entró en negociaciones para protagonizar la cinta. En septiembre de 2020, Sharon Horgan y Tiffany Haddish se unieron al elenco, y Lily Sheen se sumó en octubre. En noviembre de 2020, Neil Patrick Harris se unió al elenco de la película.
La fotografía principal comenzó el 5 de octubre en zonas de Croacia , incluida la ciudad de Dubrovnik. Mark Isham compuso la partitura musical para la película.

## Lanzamiento
La película se presentó por primera vez en el Festival de cine South by Southwest el 12 de marzo de 2022. En los Estados Unidos, la película se estrenó en cines el 22 de abril de 2022. En Nueva Zelanda se estrenó el 17 de abril. Originalmente estaba programada para estrenarse el 19 de marzo de 2021.

## Recepción

### Taquilla
Al 6 de junio de 2022, The Unbearable Weight of Massive Talent había recaudado $20,3 millones en los Estados Unidos y Canadá, y $8,1 millones en otros territorios, para un total mundial de $28,4 millones.
En Estados Unidos y Canadá, The Unbearable Weight of Massive Talent se estrenó junto con The Bad Guys y The Northman, y se proyectó que recaudaría entre 5 y 10 millones de dólares en 3036 salas de cine en su primer fin de semana. La película ganó 2,9 millones de dólares en su primer día, incluidos 835 000 dólares de los avances del jueves por la noche. Luego debutó con $7,1 millones, terminando quinto en la taquilla. Deadline Hollywood señaló que The Unbearable Weight of Massive Talent yThe Northman tenían como objetivo el mismo grupo demográfico, lo que afectó sus debuts. También mencionó el bajo nivel de conocimiento de la película en el momento de su lanzamiento y la ausencia de Cage en las redes sociales como razones por las que la película no tuvo un mejor desempeño. Los hombres constituían el 59 % de la audiencia durante su inauguración, y los que tenían entre 18 y 34 años comprendían el 57 % de la venta de entradas. La película ganó $3,9 millones en su segundo fin de semana, terminando sexto; $1,6 millones en su tercero, terminando octavo; y $1,1 millones en su cuarto, terminando décimo. La película salió entre las diez mejores de taquilla en su quinto fin de semana con $754 976.

### Crítica
En el sitio web del agregador de reseñas Rotten Tomatoes, el 87 % de las 275 reseñas de los críticos son positivas, con una calificación promedio de 7.3/10. El consenso del sitio web dice: «Inteligente, divertido y tremendamente creativo, The Unbearable Weight of Massive Talent presenta a Nicolas Cage en su máxima forma, y es igualado por la actuación de robo de escena de Pedro Pascal». Metacritic, que utiliza un promedio ponderado, asignó a la película una puntuación de 67 sobre 100, basada en 51 críticos, lo que indica «críticas generalmente favorables». El público encuestado por CinemaScore le dio a la película una calificación promedio de "B+" en una escala de A+ a F, mientras que los de PostTrakle dieron una puntuación positiva del 82 %, mientras que el 66% dijo que definitivamente la recomendaría.